# Восток (космическая программа)

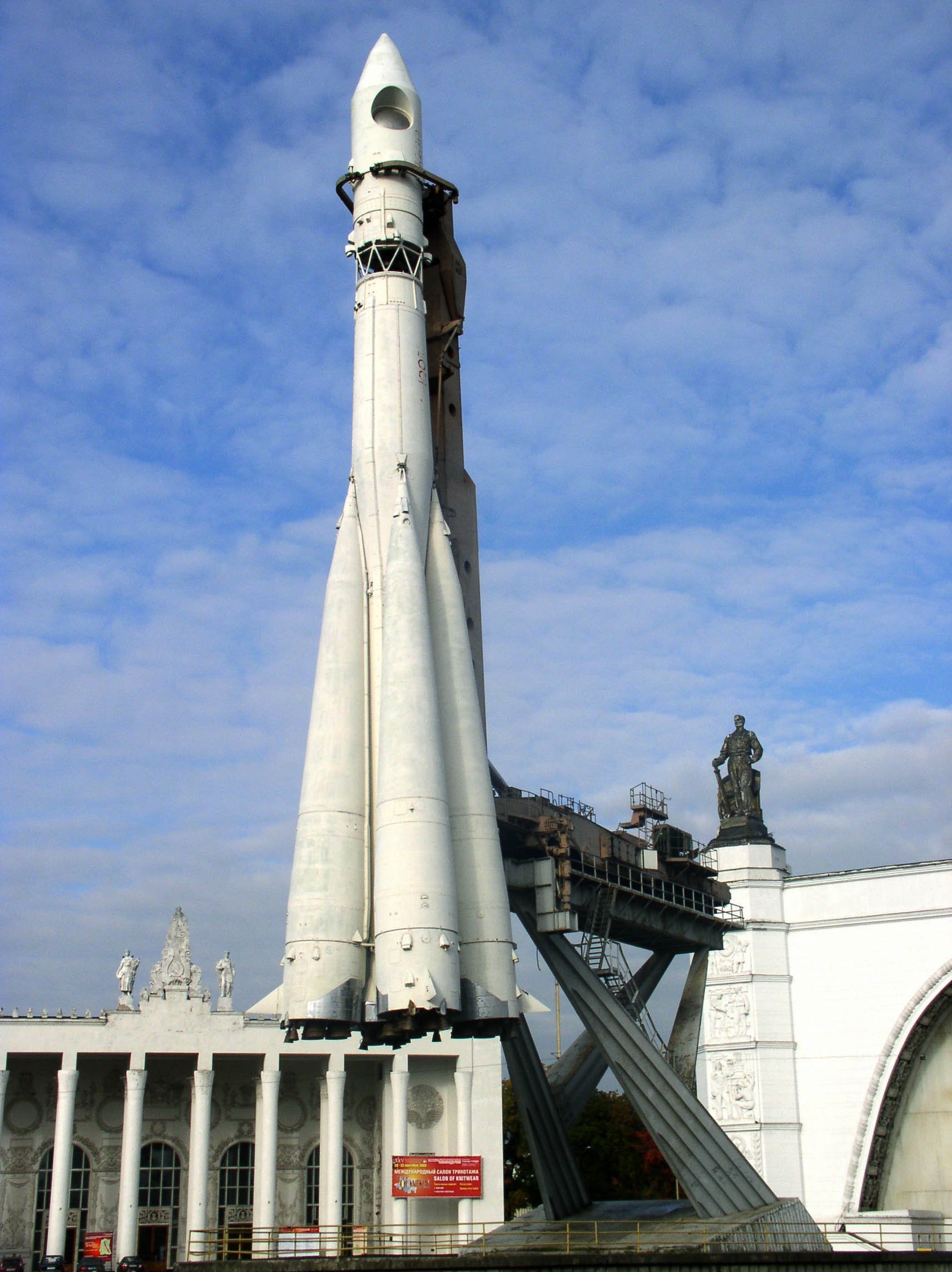
Копия «Р-7» на территории ВДНХ в Москве

«Восток» — советская космическая программа серии одноместных пилотируемых космических кораблей «Восток» для полётов по околоземной орбите. В ходе её реализации космонавт Юрий Алексеевич Гагарин на корабле «Восток-1» 12 апреля 1961 года стал первым человеком, побывавшим в космосе.

## История
Весной 1957 года Сергей Павлович Королёв в рамках своего ОКБ организовал специальный отдел № 9, предназначенный для проведения работ по созданию первых искусственных спутников Земли. Отдел возглавил соратник Королёва Михаил Клавдиевич Тихонравов. Вскоре, параллельно с разработкой искусственных спутников, в отделе начали выполняться исследования по вопросу создания пилотируемого корабля-спутника. Ракетой-носителем должна была стать королёвская «Р-7». Расчёты показывали, что она, оснащённая третьей ступенью, могла вывести на низкую околоземную орбиту груз массой около 5 тонн.
Работа по созданию пилотируемого корабля требовала глубокого изучения таких новых областей, как спуск в атмосфере, создание надёжной теплозащиты, гиперзвуковая аэродинамика и т. п. На ранней стадии эти вопросы были рассмотрены математиками Академии наук. В частности, было отмечено, что результатом баллистического спуска с орбиты может стать десятикратная перегрузка.
С сентября 1957 по январь 1958 года в отделе Тихонравова исследовались условия нагрева, поверхностные температуры, теплозащитные материалы. Последовательно изучалось поведение в гиперзвуковом потоке большого числа разнообразных аэродинамических форм с аэродинамическим качеством от нуля до нескольких единиц. Параметрические расчёты траектории выполнялись при помощи электронной вычислительной машины БЭСМ-1.
Было обнаружено, что равновесная температура крылатого космического корабля, обладающего наивысшим аэродинамическим качеством, превышает возможности тепловой устойчивости доступных к тому времени сплавов. Кроме того, использование крылатых вариантов конструкции приводило к снижению величины полезной нагрузки. Это послужило причинами отказа от рассмотрения крылатых вариантов. Основные выводы по возможной конструкции аппарата были следующими:
- аэродинамическое качество должно было находится в диапазоне 0,5-0,6 для создания небольшой подъёмной силы и снижения действующих при баллистическом спуске перегрузок, до допустимого для человеческого организма уровня;
- предпочтительной формой являлся конус со скруглённым носом и сферическим основанием с максимальным около 2 м (форма фары, впоследствии использованная для спускаемых аппаратов космических кораблей типа «Союз»);
- наиболее приемлемым способом возвращения человека было его катапультирование на высоте нескольких километров и дальнейший спуск на парашюте. Отдельное спасение спускаемого аппарата при этом можно было не проводить[1].

В ходе медицинских исследований, проведённых в апреле 1958 года, испытания лётчиков на центрифуге показали, что при определённом положении тела человек способен переносить перегрузки до 10 G без серьёзных последствий для своего здоровья. Это предопределило выбор сферической формы спускаемого аппарата для первого пилотируемого корабля и позволило ускорить дальнейшую работу за счёт отказа от рассмотрения более сложных вариантов (конус, фара и т. п.). Детальная проработка предварительного проекта, завершилась в середине августа 1958 года выпуском специального отчёта.
Сферическая форма спускаемого аппарата, являющаяся простейшей и наиболее изученной симметричной формой, являлась результатом выбора баллистической концепции возвращения с орбиты. Её значительным плюсом было то, что сфера обладает стабильными аэродинамическими свойствами при любых возможных скоростях и углах атаки. Смещение центра масс в кормовую часть сферического аппарата позволяло обеспечить его правильную ориентацию во время баллистического спуска.
Подготовка конструкторской документации была начата осенью 1958 года, в этом же году началась постановка конкретных технических заданий для различных научно-исследовательских институтов, конструкторских бюро и заводов страны. 22 мая 1959 года постановлением ЦК КПСС и Совета министров СССР перед Министерством обороны СССР была поставлена задача по разработке и практическому созданию космического корабля спутника с перспективой отправки на нём в космическое пространство человека, в постановлении были утверждены основные исполнители поставленной задачи.
Этими исполнителями стали:
- ОКБ-1 — создание основной конструкции космического корабля, разработка систем управления, ориентации в космическом пространстве, терморегуляции, аварийного спасения, а также конечное сборка космического корабля и проведение комплекса испытательных мероприятий;
- ОКБ-2 — разработка и создание системы тормозной двигательной установки;
- НИИ-88 — разработка и создание автономной системы регистрации «Мир-2»;
- ЦКБ-598 — разработка и создание прибора оптический ориентации «Взор» и фотоэлектрического датчика системы солнечной ориентации «Гриф»;
- Завод № 918 — создание скафандра, системы кислородного питания, кресла космонавта, ассенизационного устройства, человеческого манекена для беспилотных пусков;
- ЛИИ — разработка и создание пульта управление космическим кораблём;
- ОКБ-124 — разработка и создание системы регенерации воздуха;
- НИИ-137 — разработка и создание системы аварийного подрыва космического корабля;
- НИИ-695 — разработка и создание системы космической связи «Заря»;
- НИИ-648 — разработка и создание командной радиолинии «МРВ-ВС-БКРЛ-В»;
- ВНИИТ — разработка и создание источников тока на космическом корабле
- МЭИ — разработка и создание радиотелеметрической системы «Трал-П1», системы радиоконтроля орбиты «Рубин», телевизионной системы «Топаз»;
- ГНИИА и КМ совместно с СКТБ «Биофизприбор», НИИ ЯФ МГУ и ИБФ Академии медицинских наук СССР — создание медицинской и дозиметрической аппаратуры, а также питание и водоснабжение космонавта;
- НИЭИ ПДС совместно с заводом № 81 ГКАТ — разработка и создание парашютной системы
- КГБ и Красногорский механический завод — разработка киноаппаратуры.

Всего в создании космического корабля участвовало 123 организации, включая 36 заводов.
Первый корабль первой модификации Восток-1КА отправился в полёт в мае 1960 года. Позже была создана и отработана модификация Восток-3КА, полностью готовая к пилотируемым полётам.

## Реализация

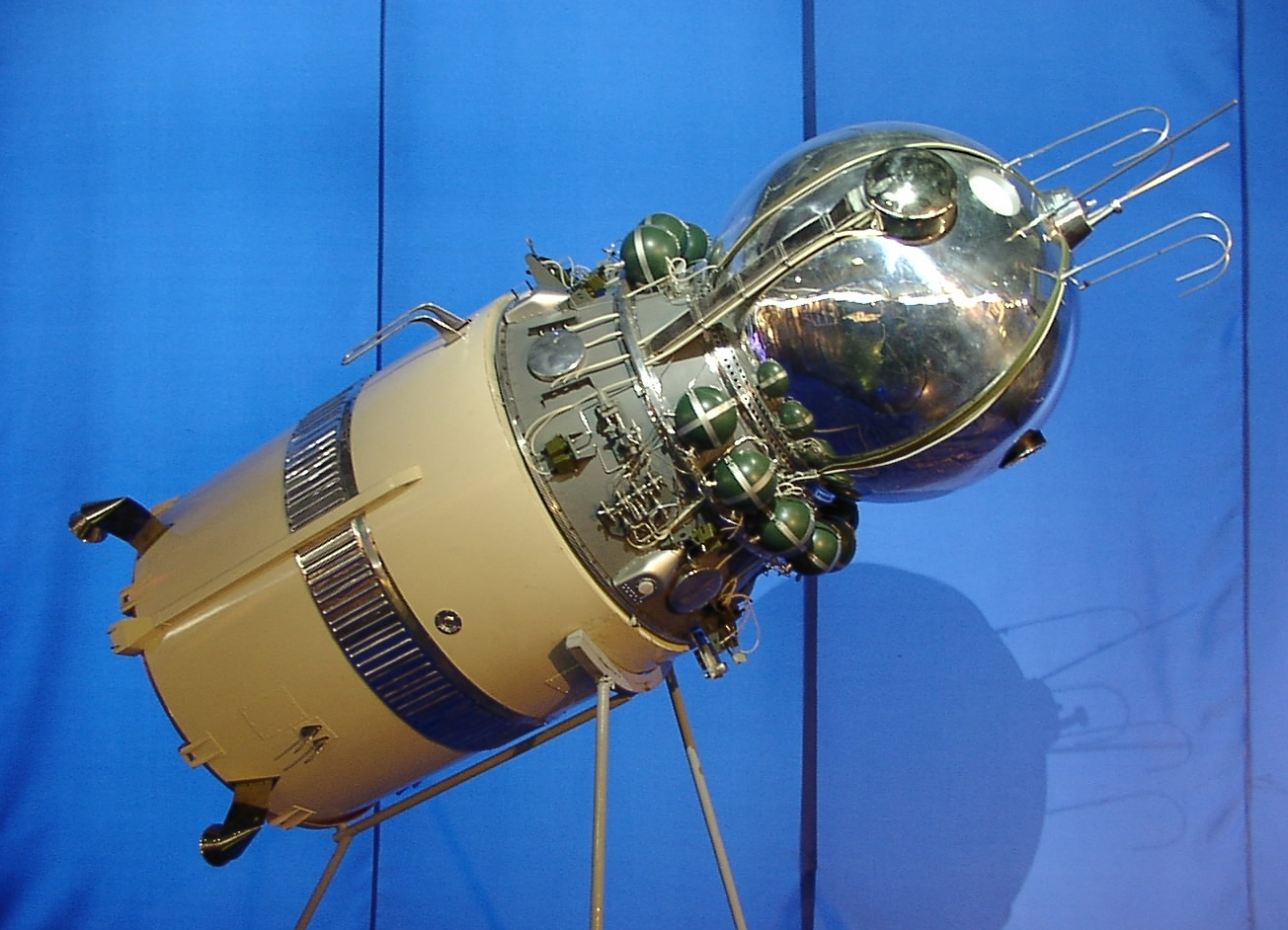
Модель космического корабля «Восток» с третьей ступенью

Первый корабль Восток-1К отправился в автоматический полёт в мае 1960 года. Позже была создана и отработана модификация Восток-3КА, полностью готовая к пилотируемым полётам.
Помимо одной аварии ракеты-носителя на старте, по программе было запущено шесть беспилотных аппаратов, а в дальнейшем ещё шесть пилотируемых космических кораблей.
На кораблях программы осуществлены первые в мире пилотируемый космический полёт («Восток-1»), суточный полёт («Восток-2»), групповые полёты двух кораблей («Восток-3» и «Восток-4») и полёт женщины-космонавта («Восток-6»).
В первых планах рассматривалась возможность модификации корабля для отработки стыковки в полёте «Востока-7» и даже для полёта вокруг Луны с использованием отдельно выводимых и пристыкованных ракетных блоков.
Детально планировались, но были отменены вместе с программой в феврале 1964 года несколько (7 исходно и 4 на время завершения программы) нереализованных полётов:
- «Восток-7» (Волынов) — 8-дневный полёт на высокой орбите для радиационно-биологических и прочих исследований с естественным сходом с орбиты
- «Восток-8» (Хрунов) — парный «Востоку-9» 10-дневный полёт на высокой орбите для различных исследований с естественным сходом с орбиты
- «Восток-9» (Беляев) — парный «Востоку-8» 10-дневный полёт на высокой орбите для различных исследований с естественным сходом с орбиты
- «Восток-10» (Леонов) — 10-дневный маневрирующий полёт на высокой орбите для различных исследований с естественным сходом с орбиты
- «Восток-11» (Комаров) — полёт с созданием искусственной гравитации (перешёл в несостоявшиеся полёты «Восход-4» и «Восход-5»)
- «Восток-12» (Береговой) — полёт с выходом в открытый космос (перешёл в состоявшийся полёт «Восход-2»)
- «Восток-13» (Горбатко) — 10-дневный полёт на высокой орбите для различных исследований с естественным сходом с орбиты.

4 февраля 1964 года программа «Восток» была закрыта. Её сменила программа «Восход».